# 寻阳县
寻阳县或浔阳县，中国古县名。
西汉汉文帝十六年（前164年）在长江以北的今天湖北省黄梅县设立寻阳县（或浔阳县），隶属庐江郡。其名称来自当地的一条河流浔水。西晋永兴元年（304年）江北的浔阳和江南的柴桑县合并为寻阳郡，郡治柴桑，隶属江州。东晋义熙八年（412年），寻阳县省入柴桑县。
之后浔阳逐渐被指為江南的今天的江西省九江市，而不是早先的江北。唐朝武德四年（621年）改湓城县置浔阳县，治所在今江西省九江市。今天的九江市简称“浔”，有浔阳区。